# جانگ جون
جانگ جون (انگلیسی: Jang Jun؛ زادهٔ ۱ ژانویهٔ ۲۰۰۰) ورزشکار تکواندو اهل کره جنوبی است.
وی در مسابقات کشوری و بین‌المللی در مجموع برندهٔ ۷ مدال طلا، ۱ مدال نقره، ۱ مدال برنز شده‌است.